# APBS (ソフトウェア)
APBS（以前の名称はAdvanced Poisson-Boltzmann Solver）は、主に大きな生体分子系の連続静電気学の方程式を解くための自由でオープンソースなソフトウェアである。BSDライセンスの下で入手できる。
PDB2PQRプログラムはProtein Data Bankからのタンパク質構造ファイルをAPBSプログラムと共に使えるようにする。この段階には、欠けている重原子の構造への追加、数多くの力場からの電荷の割り当てなどがある。出力ファイル形式はPQRである。